# White County (Arkansas)
Das White County ist ein County im US-Bundesstaat Arkansas. Der Verwaltungssitz (County Seat) ist Searcy. Das County gehört zu den Dry Countys, was bedeutet, dass der Verkauf von Alkohol eingeschränkt oder verboten ist.

## Geographie
Das County liegt im mittleren Nordosten von Arkansas und hat eine Fläche von 2700 Quadratkilometern, wovon 22 Quadratkilometer Wasserfläche sind. Es grenzt an folgende Countys:
| Cleburne County | Independence County | Jackson County  |
| Faulkner County |                     | Woodruff County |
| Lonoke County   |                     | Prairie County  |

## Geschichte

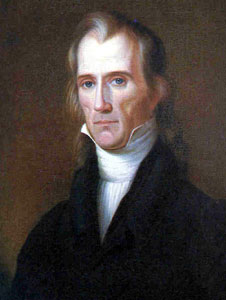
H. L. White

Das White County wurde am 23. Oktober 1835 aus Teilen des Independence County, des Jackson County und des Pulaski County gebildet. Benannt wurde es nach Hugh Lawson White, einem US-Senator von Tennessee.

## Demografische Daten

Alterspyramide des White County

Nach der Volkszählung im Jahr 2000 lebten im White County 67.165 Menschen in 25.148 Haushalten und 18.408 Familien. Die Bevölkerungsdichte betrug 25 Einwohner pro Quadratkilometer. Ethnisch betrachtet setzte sich die Bevölkerung zusammen aus 93,52 Prozent Weißen, 3,56 Prozent Afroamerikanern, 0,43 Prozent amerikanischen Ureinwohnern, 0,32 Prozent Asiaten, 0,03 Prozent Bewohnern aus dem pazifischen Inselraum und 0,82 Prozent aus anderen ethnischen Gruppen; 1,31 Prozent stammten von zwei oder mehr Ethnien ab. Unabhängig von der ethnischen Zugehörigkeit waren 1,88 Prozent der Bevölkerung spanischer oder lateinamerikanischer Abstammung.
Von den 25.148 Haushalten hatten 33,0 Prozent Kinder oder Jugendliche im Alter unter 18 Jahre, die mit ihnen zusammen lebten. 59,9 Prozent waren verheiratete, zusammenlebende Paare, 9,5 Prozent waren allein erziehende Mütter, 26,8 Prozent waren keine Familien. 23,4 Prozent aller Haushalte waren Singlehaushalte und in 10,5 Prozent lebten Menschen im Alter von 65 Jahren oder darüber. Die Durchschnittshaushaltsgröße lag bei 2,53 und die durchschnittliche Familiengröße bei 2,98 Personen.
24,4 Prozent der Bevölkerung waren unter 18 Jahre alt, 12,8 Prozent zwischen 18 und 24, 27,2 Prozent zwischen 25 und 44, 21,9 Prozent zwischen 45 und 64 und 13,8 Prozent waren 65 Jahre oder älter. Das Durchschnittsalter betrug 35 Jahre. Auf 100 weibliche kamen statistisch 95,2 männliche Personen und auf 100 Frauen im Alter von 18 Jahren und darüber kamen durchschnittlich 92,9 Männer.
Das jährliche Durchschnittseinkommen eines Haushalts betrug 32.203 USD, das Durchschnittseinkommen der Familien 38.782 USD. Männer hatten ein Durchschnittseinkommen von 29.884 USD, Frauen 20.323 USD. Das Prokopfeinkommen betrug 15.890 USD. 10,4 Prozent der Familien und 14,0 Prozent der Einwohner lebten unterhalb der Armutsgrenze.

## Kultur und Sehenswürdigkeiten

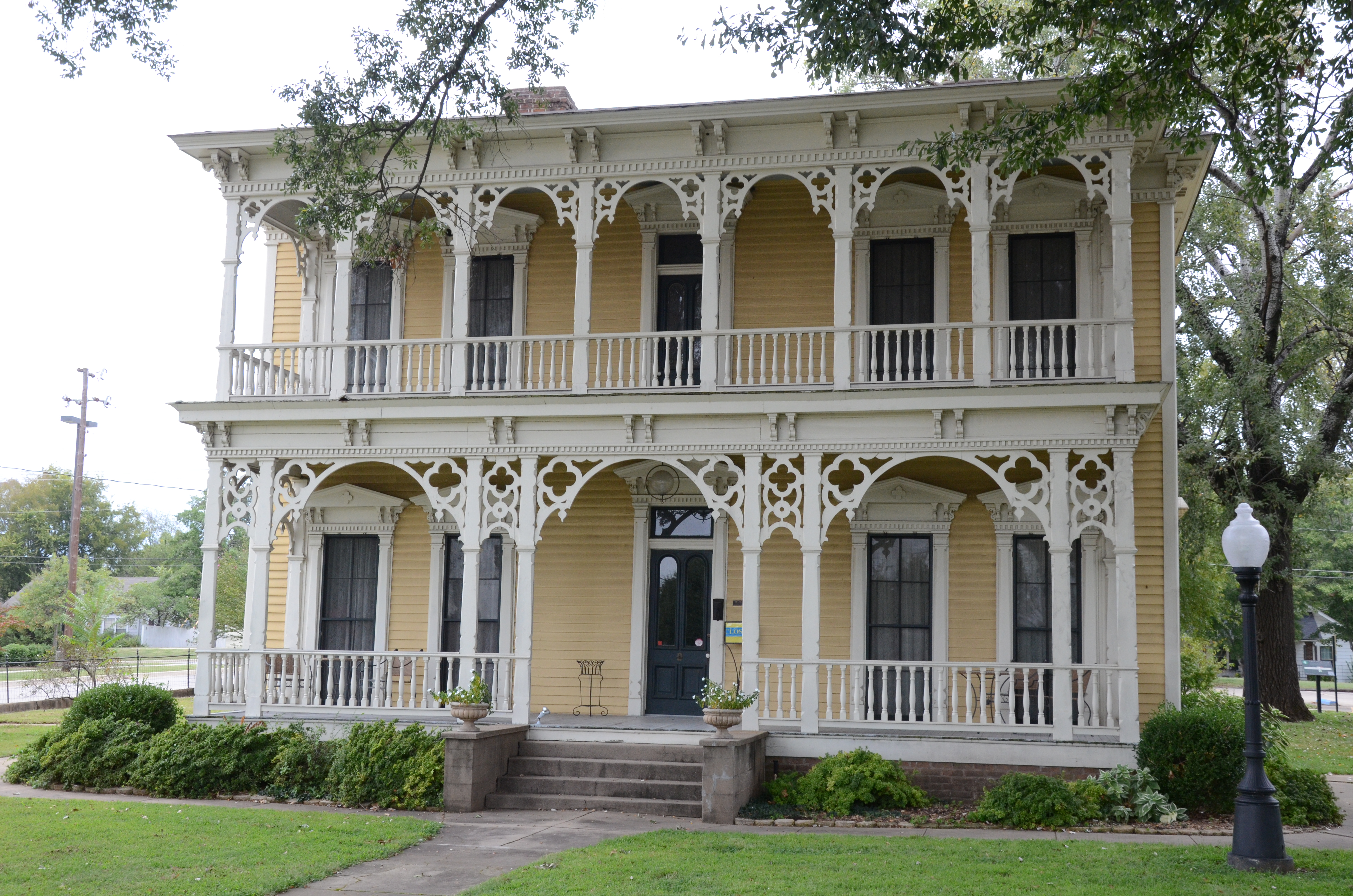
Benjamin Clayton Black House (2015). Dieses kurz vor dem Sezessionskrieg im Queen-Anne-Stil errichtete Wohnhaus wurde im November 1974 als erstes Objekt des County im NRHP eingetragen.

185 Bauwerke, Stätten und historische Bezirke (Historic Districts) des Countys sind im National Register of Historic Places („Nationales Verzeichnis historischer Orte“; NRHP) eingetragen (Stand 22. Juli 2022), darunter das Gerichts- und Verwaltungsgebäude des County und vier Historic Districts.

## Orte im White County
| - Albion - Bald Knob - Beebe - Bradford - Clay - Davenport - Dewey - Doniphan - El Paso - Enright | - Floyd - Fourmile Hill - Garner - Georgetown - Gravel Hill - Griffithville - Happy - Hickory Flat - Higginson - Higgson | - Holly Springs - Joy - Judsonia - Kenseh - Kensen - Kensett - Letona - Little Red - McJester - McRae | - Morning Sun - Mount Pisgah - Pangburn - Providence - Romance - Rose Bud - Russell - Searcy - Sidon - Steprock | - Sunny Hill - Vanity Corner - Walker - Watkins - West Point |

Townships
- Albion Township
- Antioch Township
- Bald Knob Township
- Big Creek Township
- Cadron Township
- Cane Township
- Chrisp Township
- Clay Township
- Cleveland Township
- Coffey Township
- Coldwell Township
- Crosby Township
- Cypert Township
- Denmark Township
- Des Arc Township
- Dogwood Township
- El Paso Township
- Francure Township
- Garner Township
- Gravel Hill Township
- Gray Township
- Gum Springs Township
- Guthrie Township
- Harrison Township
- Hartsell Township
- Higginson Township
- Jackson Township
- Jefferson Township
- Joy Township
- Kensett Township
- Kentucky Township
- Liberty Township
- Marion Township
- Marshall Township
- McRae Township
- Mount Pisgah Township
- Red River Township
- Royal Township
- Russell Township
- Union Township
- Velvet Ridge Township
- Walker Township